# Amfepramon
Amfepramon (auch Diethylpropion) ist eine synthetische chemische Verbindung aus der Gruppe der Phenethylamine. Als Amphetaminderivat zählt es dort zu den Cathinonen und ähnelt in seiner Struktur dem Antidepressivum Bupropion. Das Medikament wurde im Februar 2023 EU-weit vom Markt genommen.

## Wirkungsmechanismus
Amfepramon wirkt als ein indirektes alpha-Sympathomimetikum sowohl systemisch auf das Herz-Kreislauf-System und bestimmte Organe, als auch zentralnervös über eine Durchquerung der Blut-Hirn-Schranke auf die Gehirnaktivität. Es kann somit zu den Psychostimulanzien gezählt werden.
Der Wirkstoff unterdrückt Bedürfnisse wie Schlaf, Appetit, Durst und Harnausscheidung (Diurese). Es steigert für die Dauer der Wirkung die psychische und physische Leistungsfähigkeit, erhöht Konzentrationsvermögen, Aufmerksamkeit und Wachheit. Im Körper verursacht die Substanz die indirekte Ausschüttung der Katecholamine Noradrenalin und Dopamin, welche hauptsächlich verantwortlich für die resultierenden Wirkungen sind. Blutdruck und Herzfrequenz erhöhen sich, die Lunge wird stärker durchblutet.
Im Gehirn blockiert die Substanz jedoch weder die Dopamintransporter, noch die Transporter von Noradrenalin. Stattdessen entfaltet sie ihre Wirkung als Prodrug zu wirksamen Metaboliten, hauptsächlich Ethcathinon und Diethylnorpseudoephedrin. Ethcathinon bewirkt überwiegend eine starke Ausschüttung von Noradrenalin, weshalb es als norepinephrine releasing agent (NRA) eingestuft wird. Weitere wirksame Metabolite entstehen durch Reduktion der Ketogruppe.

## Verwendung
Amfepramon wurde in Deutschland zur kurzzeitigen Behandlung der Adipositas verwendet. Es war verschreibungspflichtig und in Form von retardierten und nicht-retardierten Kapseln erhältlich. Es wurde somit therapeutisch als zentralnervös wirkendes Anorektikum genutzt.
Amfepramon besitzt wie viele niederpotente Phenethylamin-Derivate zusammen mit anderen Stimulanzien, auch höheren Mengen Coffein, ein nicht unerhebliches Missbrauchs- und Abhängigkeitspotenzial, weshalb es in Deutschland in Anlage 3 des Betäubungsmittelgesetzes eingetragen wurde. Von speziellen Verordnungsvorschriften nach der Betäubungsmittel-Verschreibungsverordnung sind hier Zubereitungen unterhalb einer festgelegten Dosisgrenze ausgenommen.
Der Ausschuss für Risikobewertung im Bereich der Pharmakovigilanz (PRAC) der Europäischen Arzneimittel-Agentur (EMA) hat im Juni 2022 empfohlen, Medikamente mit dem Wirkstoff Amfepramon in der EU vom Markt zu nehmen. Grund für diese Entscheidung ist, dass die Medikamente oft unsachgemäß eingesetzt werden, unter anderem länger als vorgesehen (gemäß Packungsbeilage maximal für 3 Monate). Dadurch ist das Risiko für schwerwiegende Nebenwirkungen und Abhängigkeit erhöht. Das Nutzen-Risiko-Verhältnis von Amfepramon ist daher gemäß PRAC zu ungünstig, um eine weitere Vermarktung zu rechtfertigen. Zudem stehen zur Behandlung von Übergewicht andere Behandlungsmöglichkeiten zur Verfügung. Am 6. Februar 2023 nahmen die Zulassungsinhaber das Medikament offiziell vom Markt.

## Handelsnamen
Monopräparate
Regenon (D), Tenuate Retard (D), Generika